# Malsburg-Marzell
Malsburg-Marzell là một đô thị trong huyện Lörrach bang Baden-Württemberg thuộc nước Đức. Đô thị Malsburg-Marzell có diện tích 24,92 km², dân số là 1544 người (31 tháng 12 năm 2006).